# Rafael Quesada
Pour les articles homonymes, voir Quesada.
Rafael Alfredo Quesada Parodi, né à Miami (États-Unis) le 16 août 1971, est un footballeur américain d'origine péruvienne qui jouait au poste de gardien de but.

## Biographie

### Carrière en club
Surnommé Pañalón Quesada, il commence sa carrière en 1989 avec le Deportivo San Agustín, avant de signer pour le Sporting Cristal en 1992. Titulaire à ses débuts, il doit cependant jouer les doublures des gardiens Miguel Miranda et Julio César Balerio. Il part du Sporting Cristal en 1995 en ayant remporté le championnat du Pérou l'année précédente. 
Il continue sa carrière au Ciclista Lima, Alianza Lima et Alianza Atlético. En 1998, il s'engage avec l'Universitario de Deportes et remporte deux championnats du Pérou consécutifs en 1998 et 1999. Cependant, il perd sa place de titulaire ce qui l'oblige à jouer dans des clubs moins huppés dont le Deportivo Wanka en 2000, le Sport Boys en 2001 et le Coronel Bolognesi en 2002, club promu de 2e division où il met un terme à sa carrière.
Il a l'occasion de disputer trois rencontres de Copa Libertadores, un match avec le Sporting Cristal en 1993 et deux matchs avec le Sport Boys en 2001.

### Carrière en équipe nationale
International péruvien, Rafael Quesada prend part à trois matchs amicaux entre 1993 et 1996. Il fait partie du groupe de joueurs disputant la Copa América 1995 en Uruguay mais reste toute la compétition sur le banc.

## Palmarès
| Sporting Cristal - Championnat du Pérou (1) : - Champion : 1994. |  | Universitario de Deportes - Championnat du Pérou (2) : - Champion : 1998 et 1999. |